# Овчаренки
Овчаренки (укр. Овчаренки) — село, 
Камышинский сельский совет,
Ахтырский район,
Сумская область,
Украина.
Код КОАТУУ — 5920383603. Население по переписи 2001 года составляет 22 человека .

## Географическое положение
Село Овчаренки находится на левом берегу реки Ташань,
выше по течению на расстоянии в 2 км расположено село Оленинское,
ниже по течению примыкает село Перелуг.
По селу протекает пересыхающий ручей с запрудами.